# Чивителла-дель-Тронто
Чивителла-дель-Тронто (итал. Civitella del Tronto) — коммуна в Италии, расположена в регионе Абруццо, подчиняется административному центру Терамо.
Население составляет 5217 человек, плотность населения составляет 68 чел./км². Занимает площадь 77 км². Почтовый индекс — 64010. Телефонный код — 0861.
Покровителем населённого пункта считается святой Убальд. День города ежегодно празднуется 16 мая.